# Кукања (Мачерата)
Кукања (итал. Cuccagna) насеље је у Италији у округу Мачерата, региону Марке.
Према процени из 2011. у насељу је живело 26 становника. Насеље се налази на надморској висини од 168 м.